# Ilie Constantinovschi
Ilie Constantinovschi, menționat uneori Ilie Constantinescu, Ilia Constantinovschi sau Ilie Konstantinovski, (în rusă Илья Давыдович Константиновский; n. 21 mai 1913, Vâlcov, ținutul Izmail, gubernia Basarabia — d. 1995, Moscova) a fost un scriitor, dramaturg și traducător rus.

## Biografie

### Formarea profesională și politică
S-a născut în anul 1913 în satul de pescari Vâlcov din ținutul Izmail al Basarabiei (în prezent în raionul Chilia, regiunea Odesa, Ucraina). A urmat cursurile Facultății de Drept din cadrul Universității București, pe care le-a absolvit în 1936. A făcut parte din mișcarea comunistă clandestină din România; a participat la întruniri organizate în căminul studenților evrei Schuller, iar Mihai Șora, care l-a cunoscut atunci, îl considera „un comunist foarte înflăcărat”.
El a început să publice în 1930, în limba română. În perioada studenției a colaborat la săptămânalul socialist Cuvântul liber (1933-1936), condus de Tudor Teodorescu-Braniște.:p. 162 A scris timp de doi ani, împreună cu Gogu Rădulescu, cronica studențească la Cuvântul liber. Articolele sale promovau ideea răspunderii intelectualului față de viața grea a țăranilor și muncitorilor.:p. 164 A colaborat apoi la revista Era nouă, apărută în anii 1936-1937 sub direcția lui N.D. Cocea, cu studii politico-economice precum „Bilanțul economic al anului 1935 în U.R.S.S.”.:p. 152
Ilie Constantinovschi a publicat în anul 1938 în revista Viața Românească (nr. 5-7) un ciclu de articole intitulat „Ideologia tineretului și cultura”, în care atrăgea atenția asupra rolului politic nefast al legionarilor, pe care îi considera ca fiind uneltele fascismului german. El afirma că filozofia mistică a legionarilor pe tema „sensului tragic al destinului”, „mântuirii prin jertfă” sau prin suferință, „singura certitudine și singura realitate”, pregătea atmosfera declanșării războiului și a transformării României într-un protectorat german. „Mugurele verde românesc de pe țeava de tun a axei războiului desigur că va fi ars de focul primelor obuze”, scria el, iar diferența dintre deviza germană „Deutschland über alles” și formulele gândiristo-trăiriste legionare ilustra perfect, în opinia sa, „deosebirea dintre imperialismul prusac și unealta sa din brâul Carpaților, precum și soarta pe care o pregătește aceasta din urmă poporului român”.:pp. 132-133
După anexarea Basarabiei de către Uniunea Sovietică a trăit la Moscova și a scris în limba rusă. Odată cu proclamarea Republicii Populare Române, Ilie Constantinovschi face demersuri repetate pentru a i se permite întoarcerea în România. Nici autoritățile sovietice și nici cele române nu îi răspund favorabil. El îi scrie la 5 februarie 1948 lui Iosif Chișinevschi, cerându-i să declanșeze procedurile de rechemare în țară și de recunoaștere în funcția de corespondent al ziarului Scînteia. „Știu că mulți tovarăși nu prea mă iubesc. Da, am păcate, desigur. Dar nu mă cunoașteți de câteva zile. Și desigur că n-am stat degeaba șapte ani la Moscova. Uite așa cum sunt eu cu păcatele mele, dar și cu oarecare experiență și unele calități nu aș putea fi de folos, cel puțin ca și unii tovarăși basarabeni care au fost chemați?”, îi scrie el. I-a mai scris ulterior și lui Leonte Răutu și a abordat-o și pe Ana Pauker în timpul vizitei delegației guvernamentale române la Moscova din 2-4 februarie 1948, dar fără vreun rezultat.

### Activitatea literară
Prima carte publicată de el a fost colecția de eseuri Гитлер в Румынии (Hitler în România), lansată în 1941. A devenit membru al Uniunii Scriitorilor din URSS în 1955. În cursul anilor 1960 a scris o trilogie autobiografică formată din romanele Первый арест (Prima arestare, 1960), Возвращение в Бухарест (Întoarcerea la București, 1963) și Цепь (Lanț, 1969), despre mișcarea revoluționară clandestină din România în anii 1930. În anii 1960-1970 a publicat mai multe cărți, printre care și una dintre primele cărți din literatura rusă despre Holocaustul din Polonia și România (romanul Срок давности, Termen de prescripție, 1966).
În 1970, el a publicat o biografie literară a scriitorului român I.L. Caragiale, al cărui volum de opere traduse, selectate și comentate de Ilie Constantinovschi, apăruse în 1953. Nuvelele lui I.L. Caragiale, traduse de Ilie Constantinovschi, au fost, de asemenea, incluse în volumul de literatură clasică română publicat de editura Inostrammaia Literatura în seria Biblioteca de Literatură Universală în 1975. A tradus literatură clasică și contemporană din limba română, a publicat articole despre literatura română contemporană în revistele Zvezda, Novîi Mir, Inostrammaia Literatura și altele.
La sfârșitul anilor 1980 a devenit un susținător activ al perestroikăi lui Gorbaciov și un mesager sovietic în mediile occidentale.

## Scrieri

### Proză
- Hitler în România (Гитлер в Румынии, 1941) - colecție de eseuri
- Prima arestare (Первый арест: Повесть. Советский писатель, Moscova, 1960; Детская литература, Moscova, 1965)
- Întoarcerea la București (Возвращение в Бухарест: Роман. Советский писатель, Moscova, 1963) - roman
- Termen de prescripție (Срок давности: Повесть. Moscova, 1966)
- Lanț (Цепь: Роман. Советский писатель, Moscova, 1969) - roman
- Caragiale (Караджале. Серия «Жизнь замечательных людей» (ЖЗЛ). Молодая гвардия, Moscova, 1970)[6]
- Книга странствий: Путевые очерки. Советский писатель, Moscova, 1972
- Первый арест. Возвращение в Бухарест. Советский писатель, Moscova, 1975
- Города и судьбы: Документальные рассказы. Советский писатель, Moscova, 1979
- Книга памяти: Документальные рассказы. Советский писатель, Moscova, 1982
- Время и судьбы: Повести. Советский писатель, Moscova, 1988
- Московская улица. Ваша явка обязательна (împreună cu Boris Iampolski). Книжная палата, Moscova, 1990
- Судный день. Исповедь советского еврея. Библиотека «Алия». Ierusalim, 1990 - roman
- Как свеча от свечи...: Опыт биографической мысли. Московский рабочий, Moscova, 1990
- Misterul Țării Promise (Тайна земли обетованной. Библиотека журнала «Огонёк», Moscova, 1991)

### Traduceri
- Tudor Mușatescu, Titanic vals (Титаник-вальс), comedie în trei acte, Iskusstvo, Moscova, 1957, 109 p.[7]
- Mihail Sadoveanu, Mitrea Cocor (Митря Кокор), 2 vol. (63+63 p.), Izdatel’stvo Pravda, Moscova, 1951 – prefață de Boris Polevoi.[8][9]
- Mihail Sadoveanu, Nada Florilor (Остров цветов), Detgiz, Moscova-Leningrad, 1953.[10][11]
- Zaharia Stancu, Vântul și ploaia (Ветер и дождь), Progress, Moscova, 1973, 668 p. – prefață de Ilie Constantinovschi[12]